# Gouvernement Fraga IV
 Galice
Fraga III Pérez Touriño
Le gouvernement Fraga IV est le gouvernement de Galice entre le 17 décembre 2001 et le 4 août 2005, durant la VIe législature du Parlement de Galice. Il est présidé par le conservateur Manuel Fraga.

## Historique
Dirigé par le président sortant Manuel Fraga, ce gouvernement est constitué du seul Parti populaire de Galice (PPdeG). Il dispose de 54,7 % des sièges du Parlement de Galice.
Il est formé à la suite des élections galiciennes du 21 octobre 2001 qui voient le léger recul du Parti populaire de Galice, qui conserve sa majorité absolue, et du Bloc nationaliste galicien (BNG), qui reste le principal parti d'opposition, ainsi que la légère montée du Parti des socialistes de Galice (PSdeG-PSOE).

## Composition

### Initiale
| Fonction                                                                                   | Titulaire | Titulaire                                                      | Parti |
| ------------------------------------------------------------------------------------------ | --------- | -------------------------------------------------------------- | ----- |
| Président de la Junte                                                                      |           | Manuel Fraga Iribarne                                          | PPdeG |
| Conseiller à la Présidence, aux Relations institutionnelles et à l'Administration publique |           | Jaime Pita Varela                                              | PPdeG |
| Conseiller à l'Économie et aux Finances                                                    |           | José Antonio Orza Fernández                                    | PPdeG |
| Conseiller à la Politique territoriale, aux Travaux publics et au Logement                 |           | José Cuíña Crespo (jusqu'au 17/01/2003) Jaime Pita Varela a.i. | PPdeG |
| Conseiller à l'Éducation et à l'Enseignement supérieur                                     |           | Celso Currás Fernández                                         | PPdeG |
| Conseiller à l'Industrie et au Commerce                                                    |           | Juan Rodríguez Yuste                                           | PPdeG |
| Conseiller à la Politique agroalimentaire et au Développement rural                        |           | Juan Miguel Diz Guedes                                         | PPdeG |
| Conseiller à la Culture, à la Communication sociale et au Tourisme                         |           | Jesús Pérez Varela                                             | PPdeG |
| Conseiller à la Santé                                                                      |           | José María Hernández Cochón                                    | PPdeG |
| Conseiller à la Pêche et aux Affaires maritimes                                            |           | Enrique César López Veiga                                      | PPdeG |
| Conseiller à la Justice, à l'Intérieur et aux Relations du travail                         |           | Antonio Pillado Montero                                        | PPdeG |
| Conseillère à la Famille, à la Promotion de l'Emploi, à la Femme et à la Jeunesse          |           | Manuela López Besteiro                                         | PPdeG |
| Conseiller à l'Environnement                                                               |           | José Carlos del Álamo Jiménez                                  | PPdeG |
| Conseillère aux Affaires sociales                                                          |           | María Corina Porro Martínez                                    | PPdeG |
| Conseiller à l’Émigration et à la Coopération extérieure                                   |           | Aurelio Miras Portugal                                         | PPdeG |

### Remaniement du20 janvier 2003
- Les nouveaux conseillers sont indiqués en gras, ceux ayant changé d'attributions en italique.

| Fonction                                                                                   | Titulaire | Titulaire                                                                 | Parti |
| ------------------------------------------------------------------------------------------ | --------- | ------------------------------------------------------------------------- | ----- |
| Président de la Junte                                                                      |           | Manuel Fraga Iribarne                                                     | PPdeG |
| Conseiller à la Présidence, aux Relations institutionnelles et à l'Administration publique |           | Jaime Pita Varela                                                         | PPdeG |
| Conseiller à l'Économie et aux Finances                                                    |           | José Antonio Orza Fernández                                               | PPdeG |
| Conseiller à la Politique territoriale, aux Travaux publics et au Logement                 |           | Alberto Núñez Feijóo                                                      | PPdeG |
| Conseiller à l'Éducation et à l'Enseignement supérieur                                     |           | Celso Currás Fernández                                                    | PPdeG |
| Conseiller à l'Innovation, à l'Industrie et au Commerce                                    |           | Juan Rodríguez Yuste                                                      | PPdeG |
| Conseiller à la Politique agroalimentaire et au Développement rural                        |           | Juan Miguel Diz Guedes                                                    | PPdeG |
| Conseiller à la Culture, à la Communication sociale et au Tourisme                         |           | Jesús Pérez Varela                                                        | PPdeG |
| Conseiller à la Santé                                                                      |           | José María Hernández Cochón                                               | PPdeG |
| Conseiller à la Pêche et aux Affaires maritimes                                            |           | Enrique César López Veiga                                                 | PPdeG |
| Conseiller à la Justice, à l'Intérieur et à l'Administration locale                        |           | Antonio Pillado Montero (jusqu'au 25/06/2003) Jesús Carlos Palmou Lorenzo | PPdeG |
| Conseillère à la Famille, à la Jeunesse et au Volontariat                                  |           | Pilar Milagros Rojo Noguera                                               | PPdeG |
| Conseiller à l'Environnement                                                               |           | José Manuel Barreiro Fernández                                            | PPdeG |
| Conseillère aux Affaires sociales, à l'Emploi et aux Relations du travail                  |           | María José Cimadevila Cea                                                 | PPdeG |
| Conseiller à l’Émigration                                                                  |           | Aurelio Miras Portugal                                                    | PPdeG |

### Remaniement du10 septembre 2004
- Les nouveaux conseillers sont indiqués en gras, ceux ayant changé d'attributions en italique.

| Fonction                                                                                          | Titulaire | Titulaire                       | Parti |
| ------------------------------------------------------------------------------------------------- | --------- | ------------------------------- | ----- |
| Président de la Junte                                                                             |           | Manuel Fraga Iribarne           | PPdeG |
| Premier vice-président Conseiller à la Politique territoriale, aux Travaux publics et au Logement |           | Alberto Núñez Feijóo            | PPdeG |
| Second vice-président Conseiller à l'Environnement                                                |           | José Manuel Barreiro Fernández  | PPdeG |
| Conseiller à la Présidence, aux Relations institutionnelles et à l'Administration publique        |           | Jaime Pita Varela               | PPdeG |
| Conseiller à l'Économie et aux Finances                                                           |           | José Antonio Orza Fernández     | PPdeG |
| Conseiller à l'Éducation et à l'Enseignement supérieur                                            |           | Celso Currás Fernández          | PPdeG |
| Conseiller à l'Innovation, à l'Industrie et au Commerce                                           |           | Juan Rodríguez Yuste            | PPdeG |
| Conseiller à la Politique agroalimentaire et au Développement rural                               |           | José Antonio Santiso Miramontes | PPdeG |
| Conseiller à la Culture, à la Communication sociale et au Tourisme                                |           | Jesús Pérez Varela              | PPdeG |
| Conseiller à la Santé                                                                             |           | José Manuel González Álvarez    | PPdeG |
| Conseiller à la Pêche et aux Affaires maritimes                                                   |           | Enrique César López Veiga       | PPdeG |
| Conseiller à la Justice, à l'Intérieur et à l'Administration locale                               |           | Jesús Carlos Palmou Lorenzo     | PPdeG |
| Conseillère à la Famille, à la Jeunesse, au Sport et au Volontariat                               |           | Pilar Milagros Rojo Noguera     | PPdeG |
| Conseillère aux Affaires sociales, à l'Emploi et aux Relations du travail                         |           | Belén Prado Sanjurjo            | PPdeG |
| Conseiller à l’Émigration                                                                         |           | Aurelio Miras Portugal          | PPdeG |